# Bạc Liêu
Bạc Liêu wymowaⓘ − miasto w południowym Wietnamie, stolica prowincji Bạc Liêu, w delcie Mekongu. W 2009 roku liczyło 109 529 mieszkańców.